# 尹湛納希
尹湛納希（1837年5月20日—1892年2月25日），乳名哈斯朝魯，漢姓寶，名衡山，字潤亭，蒙古族，清末思想家、史學家、文學家、翻譯家和詩人。他一生留下了近二百万字的文化遗产，开创了蒙古族长篇小说的先河。

## 生平

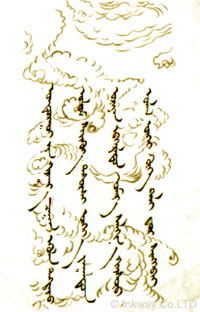
尹湛纳希童年时期创作的诗歌《白云》

他生於卓索圖盟土默特右翼旗貴族地主莊園“忠信府”（今遼寧省北票市凉水河蒙古族乡下府村），其父旺欽巴勒台吉為成吉思汗第27代嫡系遠孫。尹湛納希是旺欽巴勒的第七子，故稱“七哥兒”。幼年從師塾學會了蒙、漢、藏、滿和梵文。他的著作在其生前未曾出版，僅保留了手稿形式，直到20世紀初才開始被世人所知。
1870年，尹湛納希家族對煤礦的投資失敗，導致其財務陷入困境。蒙古人和漢人之間日益尖銳的民族矛盾導致了1891年金丹道事件的爆發，尹湛納希家族的漢人佃戶也參與了叛亂。貧病交加的尹湛納希抛棄一切財產逃往錦州，之後在那裏去世，享年55岁。

## 著作
- 續寫自父親旺欽巴勒未完成的長篇巨著《青史演義》，
- 《一層樓》、 《泣紅亭》和《紅雲淚》等長篇小說，
- 詩歌，現存的《早年詩稿》是尹湛納希最早的詩作。
- 雜文創作，如《石枕的批評》、《龍文鞭影》、《釋者的虛偽》、《勿忘祖先》等著名雜文。
- 將漢文《紅樓夢》、《中庸》和《資治通鑑綱目》翻譯成蒙古文。

有些人還懷疑，未署名的蒙古文情色同人小說《夢紅樓夢》也是尹湛納希的手筆。